# L'estate arida
L'estate arida è un film di Metin Erksan

## Trama
Pur di non perdere il raccolto del tabacco un avido proprietario terriero crea una diga nel fiume creando problemi agli altri coltivatori.

## Riconoscimenti
- 1964 - Festival di Berlino
  - Orso d'oro